# Grenoble
Grenoble, ou nas suas formas portuguesas Grenobla ou Granobra, é uma comuna francesa e capital do departamento de Isère, na região do Auvérnia-Ródano-Alpes. Segundo os dados do censo do Instituto Nacional da Estatística e Estudos Econômicos de 2010, tem cerca de 155 mil habitantes. Cidade universitária, localiza-se no sopé dos Alpes e é a segunda maior metrópole, após Lyon, da região do Ródano-Alpes. Foi fundada em 43 a.C. pelos romanos com o nome Cularo. Realizaram-se aqui os Jogos Olímpicos de Inverno de 1968.
Terra natal do escritor Henry Beyle (Stendhal) tendo sido também morada de ilustres como Jean-Jacques Rousseau e Jean-Luc Godard. Um dos maiores centros universitários da França com aproximadamente 60 000 estudantes conta com quatro grandes universidades:
- Universidade de Grenoble, incluindo um estabelecimento de ensino superior com status de universidade (Institut National Polytechnique de Grenoble, INPG) onde estão agrupadas nove escolas de engenharia. e diversos laboratórios de pesquisa, notabilizando-se pelo CENG , Centro de Estudos Nucleares de Grenoble e pelos laboratórios de Hidráulica e de Hidrologia, por onde passaram diversos professores brasileiros como José M. de Azevedo Netto e Jorge Paes Rios.
- Université Joseph Fourier - UJF (ciências, técnica, geografia, medicina, engenharia e farmácia) - Grenoble I.
- Université Pierre Mendès-France - UPMF (ciências sociais e humanas) - Grenoble II.
- Université Stendhal (línguas, letras, linguagem e comunicação) - Grenoble III.

A cidade também abriga um campus da École nationale de l'aviation civile e de Grenoble École de management.

## Pesquisa
- Diversos laboratórios de pesquisa, notabilizando-se pelo CEA, Comissariado de energia atômica e energias alternativas.
- E.S.R.F., European Synchrotron Radiation Facility
- MINATEC, centro europeu de nanotecnologia
- Instituto Laue-Langevin
- Institut de radioastronomie millimétrique

## Geografia
A sua altitude média no Centreville é de 214 m, e é considerada a cidade mais plana de França. Dois rios a atravessam, l'Isére e o Drac.
Grenoble é rodeada de serras famosas por suas estações de esqui, como a Chartreuse, a Chamrousse, o Vercors e outras apelidadas de "Grenoble et sa couronne".
A capital do Delfinado pode ser vista do alto de seu castelo (la Bastille) e de seus fortificações que domina a cidade a 260 m de altura. La Bastille é acessível todo o ano por seu famoso teleférico.

## Geminação
Grenoble é geminada com:
- Catânia (Itália) desde 1961
- Innsbruck (Áustria) desde 1964
- Sfax (Tunísia) desde 1998
- Chișinău (Moldávia) desde 1977[4]
- Essen (Alemanha) desde 1976
- Halle (Saale) (Alemanha) desde 1976
- Corato (Itália) desde 2002
- Rehovot (Israel) desde 1984
- Oxford (Reino Unido) desde 1984
- Phoenix (Arizona) (Estados Unidos) desde 1990
- Pécs (Hungria) desde 1992
- Stendal (Alemanha) desde 1992
- Kaunas (Lituânia) desde 1997
- Constantina (Argélia) desde 1999
- Suzhou (China) desde 1998

## Cultura
O Museu de Grenoble é um dos mais famosos da França.
Grenoble recebeu os Jogos Olímpicos de Inverno de 1968, entre 6 e 18 de fevereiro. A cidade é famosa por muitos resorts de esqui nas proximidades, situados nas montanhas circundantes. O Stade Lesdiguières está localizado em Grenoble e tem sido o palco para os jogos internacionais da Liga de rugby e da Rugby union.
Na cidade nasceu o eminente filósofo e precursor da psicologia moderna Étienne Bonnot de Condillac, que foi membro da Academia Francesa e amigo de Diderot e Rousseau.